# Philippe Gaubert
Philippe Gaubert, född 5 juli 1879 i Cahors, död 8 juli 1941 i Paris, var en fransk musiker (flöjtist), dirigent och tonsättare. 
Gaubert blev en av de mest framstående franska musikerna mellan de två världskrigen. Efter en lysande karriär som flöjtist vid parisoperan, innehade han 1919 tre befattningar somplacerade honom i centrum av det franska musiklivet:
- Professor i flöjt vid Conservatoire de Paris
- Huvuddirigent vid L'Opéra Garnier
- Huvuddirigent för Orchestre de la Société des concerts du Conservatoire.

Som komponist var Gaubert ingen förnyare, men hans verk drog fördel av de tidigare stora franska innovatörerna, såsom Franck, Ravel och Debussy.

## Verk
- Moyse Louis, red (1967) (på inget språkligt innehåll). Flute music by French composers for flute and piano. Louis Moyse flute collection. New York, N.Y.: Schirmer. Libris 8421690. ISBN 0-7935-2576-4
- Gaubert, Philippe; Smith Fenwick (2005) (på inget språkligt innehåll). Trois aquarelles: for flute, violoncello and piano. Master chamber series. Boca Raton, Fla.: Masters Music Publications. Libris 11291378
- Gaubert, Philippe (1928). Ballade pour flûte et piano (1927). Paris: Heugel. Libris 9154530
- Gaubert, Philippe (1931) (på inget språkligt innehåll). Les chants de la mer trois tableaux symphonique. Paris: Heugel. Libris 11364815
- Gaubert, Philippe; Wummer John (1973). Fantasy for flute and piano. New York: Int. music comp. Libris 8407373
- Gaubert, Philippe (19nn) (på inget språkligt innehåll). Madrigal pour flûte avec accompagnement de piano. Paris: Enoch. Libris 10481134
- Gaubert, Philippe; L√©na Maurice (1927) (på franska). Naïla conte oriental en trois actes. Paris: Heugel. Libris 10255552
- Gaubert, Philippe (1906-????). Nocturne et allegro scherzando [Musiktryck]: pour flûte avec accompagnement de piano. Paris: Enoch & Cie. Libris 10112669
- Gaubert, Philippe; Bernard Gabriel, Clustin Ivan (1914) (på franska). Philotis Danseuse de Corinthe ; Ballet en deux Actes. Paris: Enoch. Libris 2799873
- Gaubert, Philippe (1951) (på inget språkligt innehåll). Romance pour flûte & piano. Paris: Leduc. Libris 10481009
- Gaubert, Philippe (1941). Deux esquisses pour flûte avec accompagnement de piano 2, Orientale. Paris: Heugel. Libris 9512224
- Gaubert, Philippe; Samain Albert (19nn) (på franska). Soir païen pour Flûte, Chant et Piano. Paris: Enoch. Libris 3310926
- Gaubert, Philippe (1960[1918]). Sonate pour flûte et piano. Paris: Durand. Libris 9508379
- Gaubert, Philippe (1933). Troisième sonate pour flûte et piano. Paris: Heugel. Libris 9353366
- Gaubert, Philippe (1937). Sonatine pour flûte (ou violon) et piano. Paris: Heugel. Libris 9352020
- Gaubert, Philippe; Batillot Charles (1912) (på franska). Sonia Drame lyrique en 3 actes. Paris: Enoch. Libris 2799882
- Gaubert, Philippe (19nn). Tarentelle pour flûte, hautbois et piano. Paris: Enoch. Libris 8837359